# Ида фон Арнсберг-Ритберг
Ида фон Арнсберг-Ритберг (на немски: Ida von Arnsberg-Rietberg; * пр. 1249; † сл. 1289) от Дом Куик, е графиня от Арнсберг-Ритберг и чрез женитба графиня на Витгенщайн.

## Произход
Тя е дъщеря на граф Готфрид II фон Арнсберг-Ритберг († 1235) и втората му съпруга Агнес фон Рюденберг († сл. 1233/ сл. 1237), дъщеря на бургграф Херман II фон Рюденберг-Щромберг († сл. 1246).
Ида фон Арнсберг-Ритберг е абатиса на манастир Херфорд.

## Фамилия
Ида се омъжва през май 1287 г. за граф Зигфрид фон Витгенщайн († пр. май 1287) от род Батенберг, първият граф на графство Витгенщайн, син на граф Видекинд I фон Батенберг-Витгенщайн († ок. 1237/1238) и Ида фон Рункел (* pr. 1226). Те имат децата:
- Ирмгард (* пр. 1260; † сл. 1323), абатиса в Есен (1289 – 1298) и абатиса на Херфорд (1306 – 1323)
- Видекинд III (* пр. 1274; † сл. 1307), граф на Витгенщайн, женен 1281 g. за Алайдис фон Арберг (* ок. 1247; † сл. 1287)
- Вернер († 26 юни 1312)
- Зифрид († сл. 1293)
- Хайнрих (* пр. 1290; † сл. 1309)